# (9936) Al-Biruni
(9936) Al-Biruni est un astéroïde de la ceinture principale.

## Description
(9936) Al-Biruni est un astéroïde de la ceinture principale. Il fut découvert par Eric Walter Elst et Violeta G. Ivanova le 8 août 1986 à Smolyan. Il présente une orbite caractérisée par un demi-grand axe de 3,07 UA, une excentricité de 0,189 et une inclinaison de 15,47° par rapport à l'écliptique.
Il fut nommé en hommage au scientifique érudit khorezmien Al-Biruni (973-1048), qui fit d'importantes contributions à l'anthropologie, aux mathématiques et à l'astronomie.

## Compléments